# Fronhof

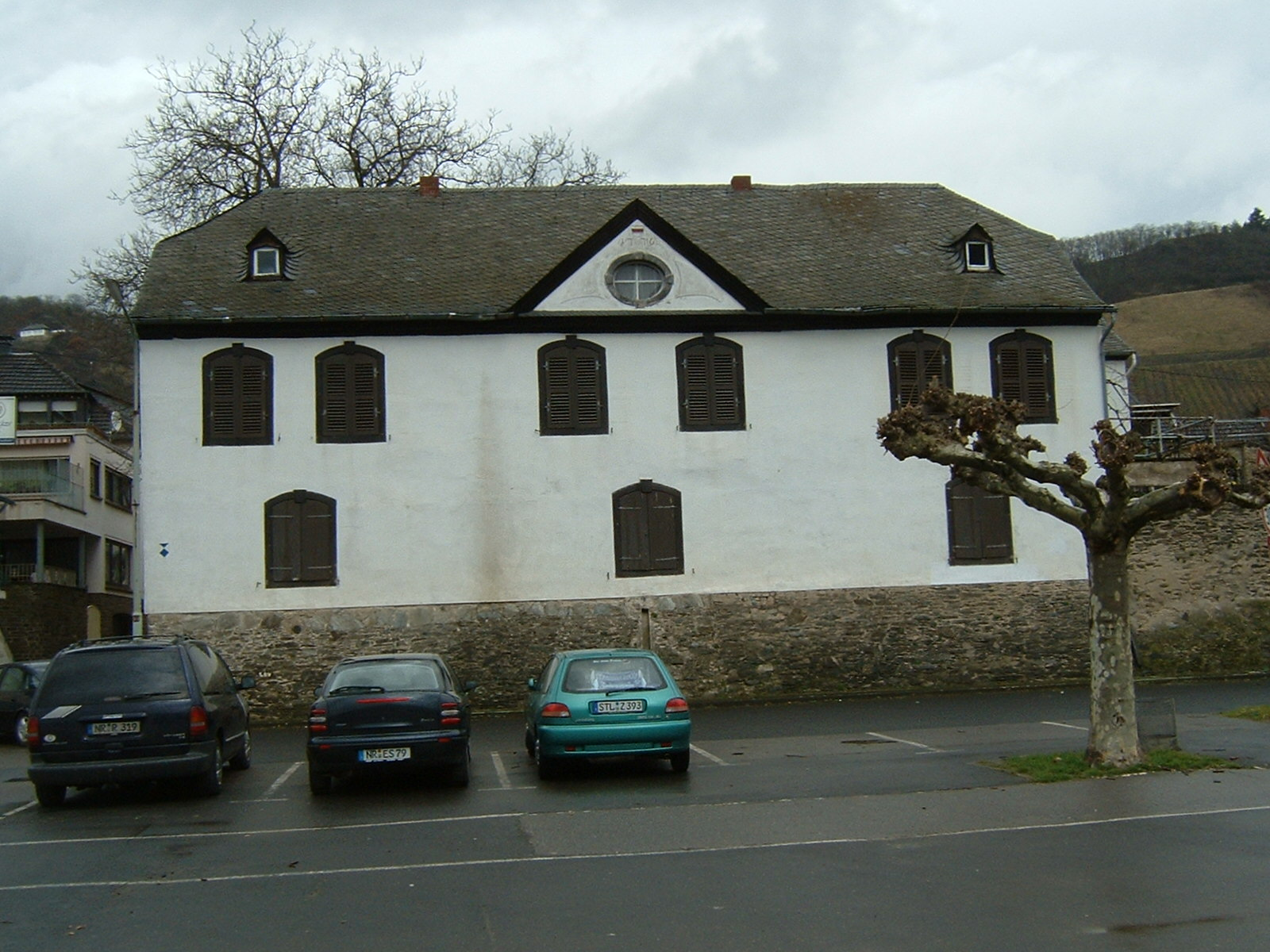
Fronhof in Leutesdorf

Als Fronhof (auch Herrenhof) wird ein Gutshof (lat. curtis) bezeichnet, der im Zentrum einer mittelalterlichen Villikation stand. Er war das wirtschaftliche und herrschaftliche Zentrum eines Hofverbandes und stützte sich sowohl auf Eigenwirtschaft als auch auf die Frondienste von Leibeigenen.

## Begriff und Geschichte
Die Fronhofsverfassung, auch Villikationsverfassung genannt, breitete sich im Frankenreich seit dem 7. Jahrhundert aus und prägte die grundherrschaftliche Verfassung der frühmittelalterlichen ländlichen Gesellschaft in West- und Mitteleuropa. Das Wort leitet sich vom althochdeutschen frô („Herr“) her. In lateinischen Quellen wird der Fronhof meist als villa oder curtis dominica bezeichnet, im Deutschen finden sich auch Bezeichnungen wie Salhof, Sedelhof und Meierhof. 
Vom Fronhof aus wurde in Eigenwirtschaft das Dominikalland bebaut (auch Salland, lat. terra salica genannt), wobei entweder der Besitzer selbst (als Lehnsnehmer oder Allodialbesitzer des Grund und Bodens) oder ein von ihm eingesetzter Verwalter (Meier, lat. maior oder villicus) die Wirtschaft führte. Das zum Fronhof gehörende Salland setzte sich oft aus Streubesitz zusammen, je nachdem, wie Flächen durch Schuldknechtschaft oder andere Umstände zum Fronhof hinzukamen. Fronhöfe hatten also oft keine zusammenhängende Fläche.
Die Feldarbeit wurde einerseits von unfreiem Hofgesinde (lat. mancipia) geleistet, das ständig auf dem Fronhof lebte, und andererseits von den hörigen Hufenbauern unterstützt, die neben ihrem Frondienst für den Fronhof auch eigene Hofstellen bewirtschafteten. Der Fronhof war zugleich auch das Zentrum einer Reihe von kleineren Bauernstellen (Hufen, lat. mansi), die vom Grundherren an zinspflichtige Bauern ausgegeben und von diesen auf eigene Rechnung bewirtschaftet wurden, während sie dem Grundherren die Grundpacht in Form von Frondienst, etwa einer wöchentlichen Anzahl von Tagen im Spanndienst, sowie durch Grundzins oder Naturalabgaben zu leisten hatten. Von dieser Unterteilung in Fronhof und abhängige Hufen leitet sich die Bezeichnung zweigeteilte Grundherrschaft ab. Größere Grundherrschaften, deren Zentrum das Herrenhaus war, bestanden aus einer Vielzahl solcher Wirtschaftseinheiten, mitunter ganzen Netzwerken von Hofverbänden, wobei mehrere Fronhöfe einem Oberhof unterstellt sein konnten. 

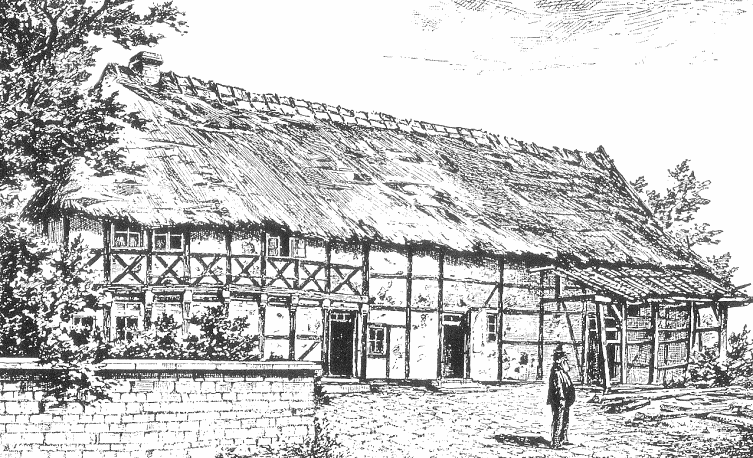
Ernhaus in Fachwerkbauweise

Der Fronhof selbst umfasste die Wohngebäude des Grundherrn oder des Meiers und die Wohnhütten für das Gesinde, sofern diese nicht im Wohnstall lebten. Er dürfte im Frühmittelalter meist in der Form eines fränkischen Ernhauses (einer Form des Wohnstallhauses) erbaut worden sein, seit dem Hochmittelalter bisweilen auch in der leicht befestigten Form einer Turmhügelburg aus Holz und Erde mit Wirtschaftshof in der Vorburg. Stets gehörten Ställe, Scheunen und Vorratshäuser dazu. Der Fronhof war nicht nur wirtschaftlicher Mittelpunkt einer Villikation, sondern auch Zentrum der Herrschaftsausübung. Insbesondere war er Ort des Hofgerichts, dem alle hörigen Mitglieder des Hofverbandes unterstanden.
Seit dem 12. und 13. Jahrhundert führte die zunehmende Aufgabe der Eigenwirtschaft der Grundherren zugunsten einer Grundherrschaft, deren Einnahmen sich allein auf Abgaben stützten, zu einem Bedeutungsverlust des Fronhofes innerhalb der ländlichen Siedlung (Näheres dazu siehe im Artikel Villikation). Die geistlichen Herrschaften übertrugen die Einziehung der Abgaben dann oft „Zehntpächtern“, die auf einem Zehnthof lebten.
Wie ein Fronhof des süddeutschen Raums in karolingischer Zeit ausgesehen haben könnte, wird seit 2012 im Freilichtlabor Lauresham (als Teil des UNESCO-Weltkulturerbes Kloster Lorsch) anhand einer archäologischen Rekonstruktion zu veranschaulichen versucht.